# Вердеревский, Дмитрий Николаевич
Дми́трий Никола́евич Вердере́вский (4 ноября 1873, Санкт-Петербург — 22 августа 1947, Париж) — русский контр-адмирал, морской министр Временного правительства (1917).

## Морской офицер
Окончил Морской корпус (1893), Артиллерийский офицерский класс (1898). В 1899 году совершил кругосветное плавание вместе с выпускниками Морского корпуса. В 1900 году вышел в запас, занимался садоводством в Туркестане. С началом русско-японской войны в 1904 году вернулся на морскую службу, командовал миноносцем № 255 на Черноморском флоте. С 1905 года — артиллерийский офицер на броненосце «Пётр Великий», затем руководил артиллерийскими курсами в ранге флагманского артиллериста. Во время матросского восстания 1906 года на крейсере «Память Азова» был ранен.
В 1906—1909 годах сотрудничал в журнале «Морской сборник», сторонник отказа от вовлечения флота в политическую жизнь. В 1908 году — старший офицер броненосца «Петр Великий». В 1909—1910 годах — флагманский артиллерийский офицер штаба начальника действующих сил Балтийского моря, служил под началом адмирала Н. О. Эссена. Читал лекции в Николаевской морской академии.

В 1908 году его начальник А. М. Герасимов дал ему такую характеристику: 

Способный работящий офицер, несколько теоретик. Доброе сердце, хотя старается быть строгим. Любим подчиненными офицерами и командой… За проступки отчитывал по долгу, чего нижние чины боялись. О корабле… весьма попечителен. Скорее горяч, чем хладнокровен. В кают-компании поднимал часто разговоры на военные темы и тем способствовал возбуждению интереса к этим вопросам со стороны молодых офицеров, высказывая сам верные военно-морские взгляды.

В 1910—1911 годах — командир эскадренного миноносца «Генерал Кондратенко», в 1911—1914 годах — командир эскадренного миноносца «Новик». 20 января 1914 года назначен командиром крейсера «Адмирал Макаров». Вскоре ненадолго вышел в отставку, работал консультантом петербургских заводов по изготовлению точных измерительных приборов. С началом Первой мировой войны вернулся на службу. С 12 января 1915 года — командир крейсера «Богатырь». В 1916 году Высочайшим приказом за № 103 был награждён Георгиевским оружием.

## Адмирал
С 10 ноября 1916 года — командующий дивизией подводных лодок Балтийского моря (в Ревельской военно-морской базе). 6 декабря 1916 года произведён в контр-адмиралы с утверждением в должности.

### Деятельность в 1917
После Февральской революции сделал быструю карьеру, будучи сторонником компромиссов с матросскими организациями и при этом выступая за единую и сильную власть, причём был готов поддерживать как Временное правительство, так и власть, составленную из представителей рабочих партий.
С апреля 1917 — начальник штаба Балтийского флота. В мае 1917 — начальник 1-й бригады линейных кораблей Балтийского флота. С 1 июня 1917 — командующий Балтийским флотом. 4 июля 1917 получил приказ помощника морского министра Б. П. Дудорова направить в Петроград 4 эсминца для поддержки Временного правительства, которое тогда пытались свергнуть большевики. Не только отказался выполнить приказ, но и сообщил о нём членам Центробалта. Также огласил секретную телеграмму Дудорова о необходимости применения подводных лодок против кораблей, самовольно намеревавшихся отправиться в Петроград (для поддержки большевиков). Заявил матросским лидерам: Я служу не людям, а Родине. И если флот вовлекают в политическую борьбу, то я не исполню приказания, а там могут меня сажать в тюрьму. В то же время допустил приход в столицу эсминца «Орфей» с целью ареста Дудорова.
5 июля 1917 был отстранён от командования флотом. Арестован командующим войсками Петроградского военного округа генералом П. А. Половцевым. Отдан под суд за «разглашение служебной тайны и неподчинение центральным органам власти». Во время выступления генерала Л. Г. Корнилова был освобождён и, как адмирал с «демократической» репутацией, был назначен 30 августа 1917 морским министром. 1—24 сентября 1917 был членом Директории, возглавлявшейся А. Ф. Керенским. Противник «украинизации» Черноморского флота.

Многие военные деятели негативно относились к деятельности Вердеревского и военного министра Временного правительства генерала А. И. Верховского. Их точку зрения выразил генерал А. И. Деникин, который считал инициативы морского министра утопическими: 

Вердеревский проповедывал, что «дисциплина должна быть добровольной. Надо сговориться с массой (!) и на основании общей любви к родине побудить её добровольно принять на себя все тяготы воинской дисциплины. Необходимо, чтобы дисциплина перестала носить в себе неприятный характер принуждения».

Был сторонником выхода России из войны, 24 октября (6 ноября) в знак солидарности с военным министром А. И. Верховским — также сторонником скорейшего мира — написал прошение об отставке, но в связи с началом большевистского восстания не подал его. 26 октября (8 ноября) 1917 был арестован большевиками в Зимнем дворце вместе с другими членами Временного правительства. На следующий день был освобождён под честное слово. Осуществлял техническое руководство оперативными действиями флота по обороне страны.

## Эмигрант
В белом движении не участвовал.
В мае 1918 уехал в эмиграцию, жил в Лондоне, занимался торгово-промышленной деятельностью. В 1920-е годы переехал в Париж.
Во время Второй мировой войны занимал негативную позицию по отношению к нацистской Германии. 12 февраля 1945 в составе группы русских эмигрантов (лидером которой был В. А. Маклаков) посетил посольство СССР во Франции, приветствовал победы Красной армии. С 24 марта 1945 — член правления Объединения русской эмиграции для сближения с Советской Россией. В 1946 получил советское гражданство. Был в числе организаторов Союза советских граждан во Франции, входил в состав Ассоциации друзей Движения Сопротивления. Являлся членом оргкомитета «Русская помощь», который был создан для социальной поддержки эмигрантов.

Писатель Роман Гуль, негативно относившийся к Вердеревскому за его послевоенный «советский патриотизм», писал о его последнем периоде жизни: 

Адмирал Д. Н. Вердеревский был в годах, но бодрый, по-военному выправленный, говорил он тоже по-военному, словно отдавал приказы; никаких компромиссов, как военный, не любил. Человек был умный… Это был тот тип человека, с которым я никак не мог бы хоть как-нибудь сойтись. Его «просоветизм» пёр из него.

Похоронен на кладбище Сент-Женевьев-де-Буа.

## Деятельность в масонстве
Был выдающимся масоном. С 1927 — член русской парижской ложи «Юпитер» № 536, в 1931—1934 годах был её досточтимым мастером, с 1939 года — почётный досточтимый мастер. Участвовал в деятельности капитула «Астрея», в котором в 1929 году был возведён в 18 градус. В 1935—1938 годах — трижды могучий мастер ложи совершенствования «Друзья любомудрия». Был великим канцлером консистории «Россия», в 1933 году возведён в 32 градус. В 1946 году — возглавлял ареопаг «Ordo ab Chao». Член Русского совета 33 степени, в 1946—1947 годах — великий командор.

## Семья
Выходец из древнего дворянского рода. Отец — присяжный поверенный Николай Вердеревский (?—1883). Мать — Софья Александровна, урождённая Рипнис.
Братья:
- Василий Николаевич (1865—1904), поручик запаса.
- Роман Николаевич (1870—?), морской офицер, капитан 2-го ранга, участник обороны Порт-Артура во время русско-японской войны.

Жена — Елена Михайловна, урождённая Плен (?-1944).
Сыновья:
- Павел Дмитриевич (1896—1985), инженер, жил во Франции, похоронен рядом с отцом.
- Дмитрий Дмитриевич (1904—1974), советский ученый-фитопатолог, членкор Академии наук Молдавской ССР.

Дочь — Елена Дмитриевна (1900—1978), жила в Канаде, где преподавала в Лондонском университете.